# А-ен-Гюнзе

А ен Гюнзе та околиці

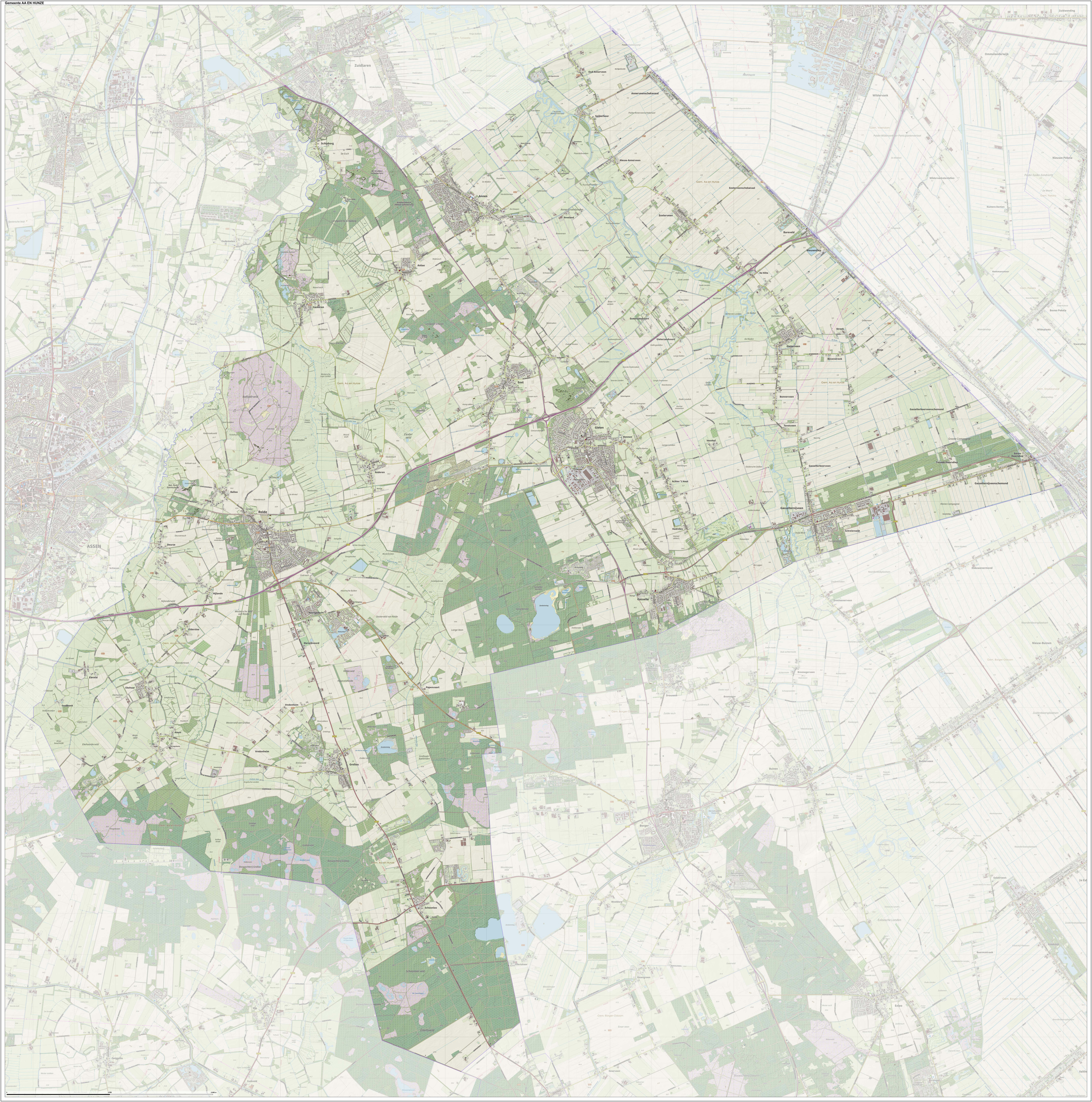
Топографічна мапа муніципалітету А ен Гюнзе

А ен Гюнзе (нід. Aa en Hunze) — муніципалітет на північному сході провінції Дренте в Нідерландах. Назва муніципалітету походить від річок Дрентсхе А та Гюнзе, які протікають через муніципалітет. В муніципалітеті проживає 25 390 жителів і має площу 278,88 км2 (з них 2,61 км2 води). Ратуша знаходиться в Ґітені. Муніципалітет був створений в 1998 році в результаті злиття муніципалітетів Ролде, Ґасселте, Ґітен і Анло.

## Історія
Муніципалітет складається з двох різних частин, з різною історією. Західна частина є одним із найдавніше заселених районів Нідерландів. В межах муніципалітету знаходяться 12 дольменів. Крім того, в районі знаходяться багато тумулусів, особливо в околицях Анло. В часи середньовіччя Анло, Ролде та Балло були місцями зустрічей Етстулу, вищої адміністративно-правової ради Дренте.
Східна частина муніципалітету має значно коротшу історію. Вона була заселена в результаті осушення торфовища уздовж Гюнзе.

## Герб і прапор
Новоутворений муніципалітет вирішив створити новий герб, в якому не було б елементів жодного з гербів старих муніципалітетів. Герб складається із зеленого щита, на якому зображений подвійний хрест. В першій чверті зображена корона. Герб увінчаний золотою короною з трьома листками та двома перлами. Щит підтримується двома козулями.
Корона в першій чверті символізує як Діву Марію, яка також зображена на гербі Дренте, так і той факт, що в минулому Етстул зустрічався на території муніципалітету. Подвійний хрест символізує два основні історичні шляхи, що проходять через муніципалітет: Гронінген — Куворден, через Хондсруг, та Ассен — Ґітен і далі до Вендаму. Сьогодні це траси N34 і N33.
Муніципальний прапор є похідним від герба. Зелений колір у прапорі (та на гербі) є символом сільськогосподарського характеру муніципалітету.

## Політика

### Склад ради мера та радників: (2018—2022)
- Мер: Анно Вітзе Хімстра — CDA
- Радник: Хенк Хейерман — Місцевий незалежний кандидат
- Радник: Бас Лейнге — VVD
- Радник: Ко Ламберт — GL

### Результат муніципальних виборів 2006—2018 років
| Партія                      | 2006 рік | 2010   | 2014 рік | 2018 рік |
| --------------------------- | -------- | ------ | -------- | -------- |
| Явка                        | 67,1 %   | 61,6 % | 63,6 %   | 63,1 %   |
|                             | мандати  |        |          |          |
| Місцеві незалежні кандидати | 5        | 7      | 8        | 10       |
| VVD                         | 4        | 4      | 3        | 4        |
| PvdA                        | 9        | 5      | 4        | 3        |
| GroenLinks                  | 2        | 2      | 2        | 2        |
| D66                         | -        | 1      | 2        | 1        |
| CDA                         | 1        | 2      | 2        | 1        |
| Всього                      | 21       | 21     | 21       | 21       |

### Населення
У 2021 році в муніципалітеті А ен Гюнзе проживало 25 390 жителів: 12 666 чоловіків та 12 724 жінки.

#### Вік
| Вік               | Відсоток населення |
| ----------------- | ------------------ |
| 0 — 15 років      | 16 %               |
| 15-25 років       | 9 %                |
| 25 — 45 років     | 19 %               |
| 45 — 65 років     | 34 %               |
| 65 років і більше | 23 %               |

## Міста побратими
Дійсне побратимство:
- Жеркув (Польща)

Колишнє побратимство:
- Опочно (Чехія) 1990—2016[8]